# Pluton Łącznikowy Dowództwa Lądowej Obrony Wybrzeża
Pluton Łącznikowy Dowództwa Lądowej Obrony Wybrzeża – pododdział lotnictwa łącznikowego Wojska Polskiego w II Rzeczypospolitej.
Jednostka Marynarki Wojennej we wrześniu 1939.

## Historia
Jednostkę sformowano w dniach 24-31 sierpnia 1939 w ramach mobilizacji. Pluton podlegać miał pod Morski Dywizjon Lotniczy. Dowódcą został ppor. rez. pil. Edmund Jereczek, a wyposażenie stanowiły 2 samoloty RWD-13 (z Aeroklubu Gdańskiego) oraz 1 samolot Lublin R.XIII (przydział z Morskiego Dywizjonu Lotniczego).
1 września 1939 pluton rozkazem dowódcy Lądowej Obrony Wybrzeża został przydzielony do kompanii sztabowej. Samoloty umieszczono najpierw w hangarze portu lotniczego, potem w hangarze aeroklubu. 9 września nastąpiła ewakuacja plutonu na Kępę Oksywską. 13 września dowódca plutonu otrzymał rozkaz przelotu samolotów RWD-13 do Szwecji, samolot Lublin R.XIII miał lecieć z meldunkiem na Hel. Do Szwecji doleciał tylko samolot ppor. Jereczeka, wylądował on w pobliżu Visby. Drugi samolot RWD-13 pilotowany przez szer. Zarudzkiego musiał zawrócić z powodu awarii silnika. 17 września runął do morza samolot R.XIII pilotowany przez mat Czerwińskiego. Pilot zginął, uratowano natomiast pasażera.

## Obsada personalna
- Dowódca: ppor. rez. pil. Edmund Jereczek
- Obserwatorzy: ppor. mar. obs. Alfons Górski
- Piloci: mat pil. Stefan Czerwiński, szer. rez. pil. Wacław Zarudzki